# اسفنج‌های شانه‌ای
اسفنج‌های شانه‌ای (نام علمی: Tubulariidae) نام یک تیره از رده آب‌سان‌زیان است.